# Ferreira (Macedo de Cavaleiros)
Ferreira ist eine Gemeinde (Freguesia) im portugiesischen Kreis Macedo de Cavaleiros. In ihr leben 192 Einwohner (Stand 19. April 2021).